# Linaria virgata
Linaria virgata är en grobladsväxtart. Linaria virgata ingår i släktet sporrar, och familjen grobladsväxter.

## Underarter
Arten delas in i följande underarter:
- L. v. cyrenaica
- L. v. algeriensis
- L. v. syrtica
- L. v. tunetana
- L. v. virgata

## Bildgalleri

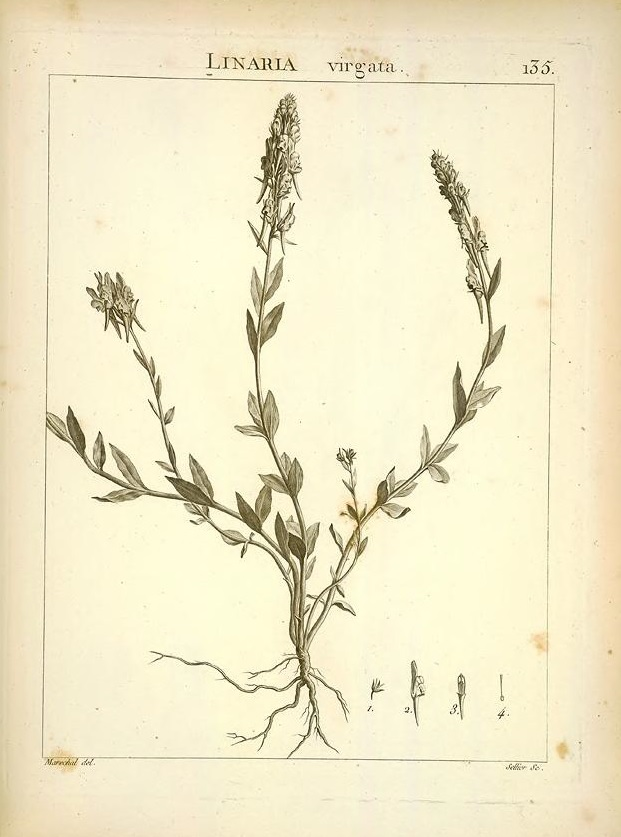